# Anotylus complanatus
Anotylus complanatus är en skalbaggsart som först beskrevs av Wilhelm Ferdinand Erichson 1839.  Anotylus complanatus ingår i släktet Anotylus, och familjen kortvingar. Arten är reproducerande i Sverige.